# Georges Darien
Georges Darien (Pseudonym für Georges Hippolyte Adrien; * 6. April 1862 in Paris; † 19. August 1921) war ein französischer Autor, der im Zusammenhang mit dem Anarchismus steht.

## Leben
Georges Hippolyte Adrien wurde 1862 in der Rue du Bac Nr. 46 in Paris als Sohn eines Tuchhändlers geboren. Sein Bruder Henri-Gaston Darien, der ein Genre-Maler wurde, der sich auf Interieurs und Pariser Straßenszenen spezialisierte, kam zwei Jahre später zur Welt. Seine Mutter starb im Jahr 1869 und sein Vater heiratete Elise-Antoinette Schlumberger, eine elsässische Protestantin. Die strenge Religiosität seiner Stiefmutter stand in einem starken Kontrast zu seinen späteren Ansichten, die dem Antiklerikalismus zuzuordnen sind. Nach seiner Schulausbildung am Lycée Charlemagne in Paris trat er für fünf Jahre freiwillig der Armee bei. Zwischen Juni 1883 und März 1886 war er Teil des Bataillons d'infanterie légère d'Afrique in der Tunesischen Wüste. Während seines Dienstes dort verbrachte er fast ein Jahr in Gefangenschaft.
Im Jahr 1889 veröffentlichte er sein erstes Buch, Bas les coeurs!, eine Satire über die Auswirkungen des Deutsch-Französischen Kriegs 1870 und die Pariser Kommune von 1871. 1890 folgte Biribi, discipline militaire. Wie der Autor persönlich erlebte, war das Gefangenenlager kein normaler Strafvollzug, sondern die ultimative Strafe, die die französische Armee für aufmüpfiges Verhalten zur Verfügung hatte. Das Buch inspirierte eine Kampagne zu einer Reform der Gefangenenlager. Im selben Jahr wurden Les Chapons und Les vrais Sous-offs veröffentlicht, denen im Jahr 1891 Les Pharisiens folgte. Letzteres war eine fiktive Anklage des französischen Antisemitismus und seines prominentesten Fürsprechers Édouard Drumont.
Zwischen 1893 und 1905 reiste er oft nach London und siedelte sich schließlich dort an. Er schätzte die britische Kultur und fing an, in Englisch zu schreiben. Außerdem lebte er zwischenzeitlich in Brüssel und Wiesbaden, jedoch sind viele Aspekte seines Lebens zwischen 1891 und 1897 weitgehend unbekannt.
1899 heiratete er Suzanne Caroline Abresch, die 1863 in London als Kind deutscher Eltern geboren wurde. Im folgenden Jahr schrieb er sein aufrührerisches Pamphlet La Belle France, das 1901 veröffentlicht wurde.
In den Jahren 1903 und 1904 trug er Artikel zur anarchistischen Zeitschrift L’Ennemi du peuple bei, bis diese schließlich aufgrund dauernder Streits mit Charles Malato eingestellt wurde. Im selben Jahr veröffentlichte er den Roman L’Épaulette.
In den späten 1890er Jahren entdeckte er den Georgismus, die von dem amerikanischen Ökonomen Henry George inspirierte Doktrin einer Steuer ausschließlich auf Landbesitz, für sich. Er kandidierte auch erfolglos bei lokalen, kantonalen und Parlamentswahlen in Paris. Außerdem widmete er sich dem Theater, wobei von seinen letzten Jahren nicht viel bekannt ist. Er starb am 19. August 1921 als verwitweter und neu verheirateter Mann.
In Frankreich wurde Georges Darien wiederentdeckt, nachdem der Verleger Jean-Jacques Pauvert Le Voleur (1955) und Bas les cœurs! (1957) wiederveröffentlichte. 1967 erschien eine Verfilmung von Le Voleur durch Louis Malle sowie 1971 durch Daniel Moosmann eine Verfilmung von Biribi (Filmmusik von Mikis Theodorakis).

## Werke

### Bücher
- Bas les coeurs! (1889)

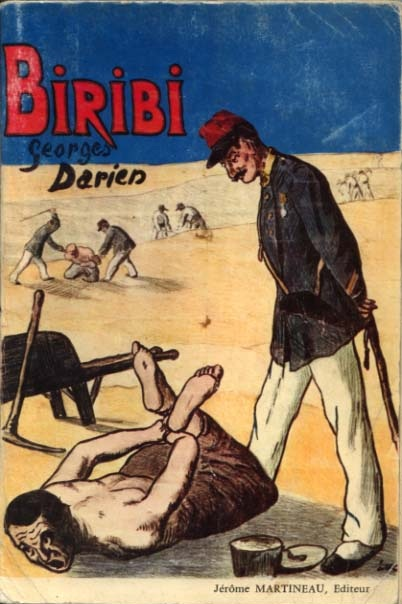
Titelseite der Novelle Biribi (1890) Grafik von Maximilien Luce

- mit Lucien Descaves: Les Chapons (Piece en un acte) (Paris, 1890)
- Biribi (1890)
- Le Voleur (1897)
- La Belle France (1898)
- L’Epaulette (1901)
- Die Feiglinge (Wien, 1981)
- mit Charles van Doren: Das neue Tabago-Buch (Hamburg, Reemtsma, 1985)
- Der Dieb (Nördlingen, Greno Verlag, 1989, Reihe: Die andere Bibliothek 54)
- Florentine (Bordeaux, Finitude, 2002)

### Pamphlet
- Les Pharisiens

### Theaterstücke
- L’ami de l’ordre (1898)